# Epokhé
Epokhé, del grec ἐποχή, 'suspensió' o 'abstenció', és un concepte originat en la filosofia grega, utilitzat principalment pel corrent de l'escepticisme. En els temps moderns, va ser revitalitzat per la fenomenologia d'Edmund Husserl, si bé no en la seva accepció inicial. Originàriament, segons la definició donada per Sixt Empíric, significa un estat mental de "suspensió del judici», un estat de la consciència en el qual ni es nega ni s'afirma res. Per a Husserl, l'epokhé consisteix en la posada entre parèntesis no sols de les doctrines sobre la realitat, sinó també de la realitat mateixa.

## Epokhé i escepticisme
El concepte d'epokhé va tenir un paper important en el corrent filosòfic de Pirró. Partint del suposat que no es coneix res, Pirró argumentà que l'actitud que més convé adoptar és l'epokhé, ço és, la suspensió del judici o de l'afirmació. No és exacte afirmar que aquesta posició implica la idea que no s'ha de tenir cap possibilitat racional d'escollir entre un curs o un altre d'acció; més aviat es relaciona amb el fet que un determinat tipus de vida o d'acció no pot ser catalogat com el «definitivament correcte». Tampoc no és pas encertat de postular que els escèptics neguen dogmàticament la possibilitat de tot coneixement: la mateixa paraula skepsis significa «cercar o investigar sempre». En efecte, seria autocontradictori afirmar plenament que res no pot ser objecte de coneixement, atès que aquesta mateixa proposició seria paradoxalment elevada a la categoria de quelcom conegut.
Segons la definició Sext Empíric, l'epokhé és «l'estat de repòs mental pel qual ni afirmem ni neguem», o una actitud mental d'impertorbabilitat o ataràxia. El concepte tenia diferents graus d'intensitat, segons els diferents filòsofs d'aquest corrent, abastant des de la suspensió radical del judici per a alguns en el cas d'especulacions teòriques, fins a posicions del probabilisme en d'altres casos. Pel que fa a aspectes no ja teòrics sinó pràctics, el concepte tendia a confondre's amb la metripatia, que es pot traduir com l'adopció d'una actitud de prudència quan es tracta d'avaluar sentències de caràcter moral.

## Epokhé i fenomenologia
En la fenomenologia de Husserl, el concepte d'epokhé es redefineix d'una manera més radical, com un canvi fonamental d'actitud no només respecte del coneixement i les teories ja existents, sinó també davant de la pròpia realitat, canvi d'actitud que Husserl descriu amb les imatges de "posar-se entre parèntesis" (Einklammerung), de "desconnexió" (Ausschaltung) de la quotidianitat. Aquest seria un pressupòsit del mètode per arribar al que Husserl denomina reducció fenomenològica.
Tal radicalitat permet de distingir l'epokhé en sentit husserlià, no només de l'epokhé clàssica, sinó també de tot altre concepte amb el qual puguin presentar-se analogies, entre els que poden citar-se el dubte cartesià o l'abstenció d'explicacions metafísiques propugnada per Auguste Comte. Tampoc no és la negació de la realitat.
Aquest canvi radical davant de l'actitud natural dona pas a un llindar del coneixement filosòfic. Josep Ferrater i Mora explica que en aquesta «posada entre parèntesis» no només queden tancades les doctrines i teories respecte de la realitat, sinó també la pròpia realitat: com a conseqüència, la realitat no resulta modificada sinó "alterada". Només aquesta actitud permetria atènyer la consciència pura o transcendental.